# Dagsavisen
Dagsavisen es un periódico de Oslo, Noruega. Fue creado en 1884 con el nombre de Vort Arbeide, desde 1885 Social-Demokraten, desde 1923 Arbeiderbladet, y hasta 1991 ha mantenido estrechas relaciones con el movimiento socialista noruego. La actual denominación, Dagsavisen, arrancó en 1997 y se declara neutral políticamente desde que se creó una fundación para su gestión.